# Colodes selecta
Colodes selecta är en fjärilsart som beskrevs av William Schaus 1914. Colodes selecta ingår i släktet Colodes och familjen nattflyn. Inga underarter finns listade i Catalogue of Life.